# Tesla řada Revue B4
Tesla Revue B4 byl exportní kotoučový magnetofon, vyráběný firmou Tesla Přelouč n. p. Model byl shodný s modelem Tesla B4, přičemž jedinými rozdíly byly v logách modelů a v indikátoru záznamové úrovně. Další model Revue B2 byl odvozen od modelu Tesla B41, od něhož se lišil koženým přenosným uchem. Model Tesla Revue B4 byl monofonní, třírychlostní.